# Diaderico Raffaldini
Diaderico Raffaldini (Mantova, 23 dicembre 1891 – Milano, 11 dicembre 1955) è stato un calciatore italiano, di ruolo portiere.

## Carriera

### Club
Cresciuto nelle file del Gioco Calcio di Mantova e poi passato al Mantova (denominato all'epoca Mantovana), fu prelevato dal Modena a campionato 1912-1913 iniziato. Con i canarini disputò due stagioni da titolare, prima di passare all'Hellas.
Alla fine della Prima Guerra Mondiale riprese a giocare con il Mantova, squadra della sua città natale. Si ritirò definitivamente al termine del campionato 1922-1923.
Era fratello maggiore di Tonino Raffaldini, anch'egli portiere del Mantova, nato nel 1902 e deceduto nemmeno ventenne il 24 gennaio 1922 per malattia.